# Pseudacteon antiguensis
Pseudacteon antiguensis är en tvåvingeart som först beskrevs av Malloch 1912.  Pseudacteon antiguensis ingår i släktet Pseudacteon och familjen puckelflugor.
Artens utbredningsområde är Mississippi. Inga underarter finns listade i Catalogue of Life.